# Dieter Strand
Dieter Strand, född 23 oktober 1936 i Leipzig i Tyskland, död 27 juli 2025 i Katarina distrikt på Södermalm i Stockholm, var en svensk journalist och författare.

## Biografi
Strands far Carl Strand var svensk och modern Elsa, född Memmler, tysk. Han kom 1943 från Leipzig tillsammans med sin syster Brigitte till Sverige och Urshult, faderns hemby. Han hade även två bröder, Karl-Erik och Helmut. Efter föräldrarnas skilsmässa växte han upp i Karlskrona. Om familjens historia har Strand skrivit i boken Hitler och vi – en familjehistoria (2001). Systern Brigitte Strand har beskrivit familjehistorien ur ett kvinnligt perspektiv i sin bok Gulddottern (2008).
Strand arbetade på Stockholms-Tidningen 1962–1966. Från 1966 och under många år framåt arbetade han på Aftonbladet, där han gjorde sig ett namn som politisk kolumnist. Han följde bland annat Olof Palme under valturnén 1979, och hans intryck återges i boken Palme igen? (1980). Ett urval av hans journalistik är samlat i boken Kvart över tre i morse (1990).
Strand fick Stora journalistpriset 1980 och Guldpennan 1985. Han blev hedersdoktor vid Växjö universitet 2004.
Dieter Strand var under en period sambo med Annette Kullenberg och fick två barn med henne.